# Gabriel Abreu y Castaño
Gabriel Abreu y Castaño (* 1834 in Madrid; † 1881 ebenda) war ein spanischer Gitarrist, Pianist, Komponist und Behindertenlehrer. Er entwickelte eine auf dem Braille-Alphabet basierende Notenschrift.

## Leben und Werk
Gabriel Abreu war seit Geburt blind. Als Kind lernte er dank des Engagement seines Vaters lesen und schreiben. Er stammte aus einer balearischen Kaufmannsfamilie und zeigte rasch sein musikalisches Talent. Der Pädagoge und Arzt Juan Manuel Ballesteros, ein Förderer des Colegio de Sordomudos y Ciegos de Madrid [Kolleg für Gehörlose und Blinde Madrid], wurde von Abreu Castaños Vater mit der Erziehung des Jungen beauftragt. Dieser besuchte das Colegio und wurde einer der ersten Schüler Ballesteros. Daneben erhielt er Musikunterricht am Conservatorio Superior de Madrid. Seine Lehrer waren unter anderem José Pinilla, Antonio Aguado, Vicente Galiana und Miguel Hilarión Eslava. Sie unterrichteten Abreu nach Gehör, da sie keine geeignetere Methode kannten. Nichtsdestotrotz machte Abreu bemerkenswerte Fortschritte. Er erlernte von Ballesteros den Braille-Code und in demselben Masse begann er sich für Musikographie, dem Aufschreiben von Musik, zu interessieren. Er entwickelte als Erster ein auf Braille basierendes System, das er mit den Jahren immer weiter verfeinerte und das behinderten Musikschülern das Erlernen von Musikstücken erleichterte. 1854 wurde er Lehrer am Colegio de Sordomudos y Ciegos de Madrid und er konnte sein System im Unterricht anwenden und dessen Praxistauglichkeit testen. Die Professoren des Konservatoriums, denen er das System vorgestellt hatte, waren so begeistert davon, dass sie ihm vorschlugen ein Patent anzumelden. Dabei halfen sie ihm und 1856 erhielt er von Königin Isabella II. das Privileg als Erfinder des Sistema de escribir la música en puntos de relieve [System zum Aufschreiben von Musik mit erhöhten Punkten] erteilt.
Mitte des 19. Jahrhunderts entstanden in Spanien zwei musikografische Systeme für blinde Menschen, die sich parallel zur Blindenschrift entwickelten. Das eine System war das oben genannte System von Gabriel Abreu, das andere entwickelte der Musik- und Sehlehrer Pedro Lloréns y Llatchós (?–1894) an der Escuela Municipal de Ciegos de Barcelona („Blindenschule von Barcelona“).